# Trisopsis karelini
Trisopsis karelini är en tvåvingeart som beskrevs av Marikovskij 1958. Trisopsis karelini ingår i släktet Trisopsis och familjen gallmyggor.
Artens utbredningsområde är Kazakstan. Inga underarter finns listade i Catalogue of Life.